# Oggetti di The Legend of Zelda
Questo è un elenco degli oggetti e delle armi più importanti e peculiari che Link, protagonista della serie The Legend of Zelda, trova e usa durante le sue avventure per avere la meglio sui nemici e gli enigmi di templi e dungeon.

## Spade

### Spada suprema

Artwork da A Link to the Past figurante la Spada suprema nel suo piedistallo all'interno dei Boschi Perduti.

La Spada suprema (マスターソード?, Masutā Sōdo, "Master Sword") è la spada leggendaria ricorrente che affianca Link, protagonista di ogni episodio della serie di Legend of Zelda, nelle sue avventure. Viene definita come "la spada che esorcizza il male".
In tutti gli episodi in cui è presente, la Spada deve essere estratta da un piedistallo, il che è un chiaro riferimento ad Excalibur. La Spada suprema compare nella maggior parte degli episodi della saga a partire da The Legend of Zelda: A Link to the Past.
La Spada suprema è una spada bastarda con la lama dritta, larga e piatta, a sezione esagonale, affilata lungo tutto il bordo e con un marcato ricasso prima del fornimento su cui è inciso il simbolo della Triforza. Il fornimento è interamente viola-indaco (tranne in A Link to the Past, in cui la guardia era gialla e l'impugnatura rossa), avente una gemma gialla romboidale nel centro dell'elsa e con la guardia a forma di "W" (un arco di circonferenza in A Link to the Past) intagliata in una specie di ali.

### Altre spade

La spada dei Kokiri

- Spada dei Kokiri: una spada corta con il fornimento in legno, ornato da una gemma rossa. È la spada con cui Link inizia la sua avventura in Ocarina of Time, la ottiene nel campo di addestramento nella Foresta dei Kokiri.

La Fendipiuma

- Fendipiuma: Una spada affilata dalla lama divisa nel mezzo in due corpi distinti ma uniti con dei ponti in metallo. Si ottiene in Majora's Mask facendo temperare dai fabbri la spada dei Kokiri per cento rupie, il che la rende più forte. La Fendipiuma, dopo aver inferto cento colpi o tornando al primo giorno, torna la spada dei Kokiri.

La spada aurea

- Spada aurea: una spada dritta con la lama placcata in rombi dorati. Si ottiene in Majora's Mask temperando la Fendipiuma con dell'oro puro: questa tempera richiederà un ulteriore giorno e viene fatta al costo dell'oro rimasto dalla lavorazione. Questa spada è permanente, non si romperà mai né tornerà ad essere la spada dei Kokiri dopo un reset temporale.

La spada della Fata radiosa

- Spada della Fata radiosa: si ottiene dalla Grande Fata del Canyon, come regalo per averla aiutata. Nonostante sia una spada, viene equipaggiata tra gli oggetti. La spada ha il bordo della lama ricoperto da colori fluorescenti e al centro ci sono incise delle rose. Risulta essere poco maneggevole ma molto forte. Questa spada è presente anche come arma sbloccabile per Link nella versione per GameCube di Soulcalibur II.
- Spada della Furia Divina: è una grossa spada a due mani con la lama metà gialla metà azzurra che ricorda il simbolo dell'infinito; Link la brandisce solo quando indossa la maschera della Furia Divina. È un'arma incredibilmente potente, capace di lanciare fendenti e raggi magici al costo di un elevato uso di energia magica.
- Spada di Biggoron: un'enorme spada a misura di Goron che Link può usare in Ocarina of Time; è molto forte ma per usarla va impugnata a due mani, rendendo Link impossibilitato a difendersi con lo scudo. Di questa spada esiste una versione meno forte chiamata Spada del gigante, che ha le stesse caratteristiche ma si rompe con l'uso.
- Quadrispada: una spada corta creata dai Minish (e per questo nota anche come Spada Minish) e donata agli Hylia affinché un eroe potesse difendere il regno di Hyrule. È una spada ricorrente che appare in Four Swords, Four Swords Adventures e Minish Cap, e nasce in quest'ultimo gioca dalla Spada Minish spezzata da Vaati, riforgiata come Spada Nobile e infusa col potere di quattro cristalli elementali, che le forniscono la capacità di dividere in quattro persone l'utilizzatore Contiene in sé poteri elementali e una sorta di potere divino che la rendono in grado di scacciare gli esseri malvagi e spezzare la maledizione della pietrificazione.
- Spada Illusione: una spada corta forgiata dal leggendario fabbro Effesto e da Oshus in Phantom Hourglass; è una spada forgiata dai cosiddetti "metalli puri" e, poiché unita alla Clessidra illusione, è capace di ferire gli Spettri. Unendone il potere con quello delle Sfere illusione può anche fermare il tempo per un breve periodo.
- Lama degli spiriti: una spada infusa di energia sacra creata dagli Spiriti e donata alla Locomotrubù. Doruotea la dona a Link in Spirit Tracks così che possa sconfiggere gli spiriti malvagi e distruggere Mallard.
- Spada della Dea: una spada leggendaria forgiata dalla dea Hylia in persona; è una spada bastarda che ricorda nella forma la Spada suprema, con la lama dritta azzurrina e il fornimento celeste ornato da una gemma blu. Link la impugna durante Skyward Sword ed al suo interno vi risiede lo spirito Faih, che guida Link affinché possa risvegliare il potere della spada. Dopo l'infusione delle tre fiamme di Din, Nayru e Farore, diventerà la Spada suprema.

## Scudi
- Scudo Hylia: lo scudo caratteristico di Link. È uno scudo di metallo di eccellente fattura; è viola con una cornice color metallica borchiata, ornato col simbolo della famiglia reale di Hyrule e quello della Triforza. È estremamente resistente.
- Scudo dell'Eroe: uno degli scudi caratteristici di Link (in particolare dell'incarnazione di The Wind Waker). È uno scudo di metallo piuttosto robusto, color legno ed ornato dal simbolo della famiglia reale di Hyrule e quello della Triforza.
- Scudo di legno: uno scudo di semplice fattura, capace di assorbire i colpi meno forti; tuttavia è debole al fuoco.
- Scudo Deku: un semplice scudo in legno ricavato dalla corteccia di un albero Deku. È lo scudo caratteristico di Link bambino in Ocarina of Time.
- Scudo magico: uno scudo di legno potenziato dalla magia che lo rende efficace contro attacchi deboli e magici.
- Scudo specchio: uno scudo finemente lavorato ed imbevuto di magia che ha una superficie riflettente, permettendo all'utilizzatore di riflettere la luce e gli attacchi magici. Ha diversi design nel corso dei giochi.

## Archi e frecce
- Arco dell'Eroe: l'arco caratteristico di Link, è un arco composito in legno con cui Link può colpire a distanza oggetti e nemici. In Breath of the Wild, l'arco dell'Eroe non è presente e quello che più lo ricorda esteticamente è l'arco da viandante.
- Arco di luce: un arco mistico, capace di scoccare saette di luce che fendono l'oscurità e gli esseri malvagi; è apparso la prima volta in Minish Cap, e da Twilight Princess viene impugnato anche da Zelda. Ne esiste una variante meno potente chiamata Arco del crepuscolo.

In The Legend of Zelda: Breath of the Wild, questo arco servirà per sconfiggere Ganon.
- Frecce di legno: chiamate anche solo frecce, sono delle normali frecce di legno con la punta in ferro, molto comuni e facili da reperire. In alcuni giochi, per trasportarle è necessario acquistare prima una faretra.

Una freccia di fuoco da Ocarina of Time

- Frecce elementali: sono frecce imbevute di potere magico elementale che permette di scatenare effetti diversi una volta toccato l'obiettivo; appaiono in molti se non tutti i capitoli della saga. Ve ne sono di fuoco (che appiccano alle fiamme gli oggetti con cui vengono in contatto e possono far saltare i barili esplosivi), di ghiaccio (che congelano per un periodo di tempo i nemici colpiti e ghiacciare l'acqua creando piattaforme), ed elettriche (che paralizzano i nemici facendo loro perdere le armi ed elettrificano temporaneamente un'area nell'acqua).
- Frecce bomba: particolari frecce aventi del materiale esplosivo sulla punta, che esplodono quindi al contatto infliggendo una gran mole di danni. Possono anche essere usate come bombe per rivelare aree nascoste.
- Frecce ancestrali: frecce uniche apparse solo in Breath of the Wild. Sono frecce costruite usando la tecnologia ancestrale degli Sheikah e annientano i nemici sul colpo, seppur non lasciando ricompense.
- Frecce d'argento: sono speciali frecce che in The Legend of Zelda erano necessarie per abbattere Ganon. Sono delle frecce completamente fatte d'argento e dotate di poteri divini.
- Frecce di luce: sono frecce speciali, ricolme di potere divino e quindi possono indebolire gli esseri malvagi; possono inoltre dissipare le barriere magiche ed interagire con particolari interruttori.

## Altri oggetti ricorrenti
- Boomerang: un'arma da lancio apparsa in tutti i capitoli della saga. È un boomerang in legno col quale Link può attaccare, interagire con certi interruttori e raccogliere oggetti distanti. In A Link Between Worlds può essere potenziato nel Super boomerang che ha maggior gittata, mentre in Twilight Princess, Link ne ottiene un altro chiamato Boomerang ciclone, imbevuto del potere del vento e capace di generare un piccolo vortice.

Una bomba da Ocarina of Time

- Bombe: delle semplici bombe a miccia che Link può lanciare per danneggiare i nemici o rivelare aree nascoste facendo saltare in aria ostacoli ambientali, apparse fin dal primo The Legend of Zelda. Link può anche trasportare le bombe e posarle in punti specifici anziché lanciarle, ma poiché hanno una miccia, quando trasportate possono esplodere in mano a Link, danneggiandolo. In Breath of the Wild, le normali bombe a miccia sono sostituite da speciali bombe ancestrali che esplodono a comando chiamate Bombe a distanza.

Una radiomina

- Radiomina: sono bombe con l'aspetto di un topo che, appena posate, iniziano a camminare in linea retta su qualsiasi superficie (muro o soffitto che sia) fino a quando non esplodono. In giapponese sono chiamate "Bombchu" (ボムチュウ?, Bomuchū) condividendo il nome con dei nemici che sono topi aventi una bomba sulla coda, chiamati però in italiano "Topi bomber".

L'arpione da Ocarina of Time

- Arpione: un rampino meccanico composto da una catena con all'estremità una punta in ferro, incapsulata in un'impugnatura. Serve ad attaccare i nemici a distanza e interagire con elementi ambientali come gli interruttori, e permette a Link di raggiungere delle zone altrimenti inaccessibili quando possibile o di raccattare oggetti lontani. In Ocarina of Time può anche essere potenziato.
- Rampino: un rampino composto da una corda ed un gancio a più punte col quale Link può spostarsi ed appendersi, evitando fossati ed altri ostacoli simili. Appare per la prima volta in The Wind Waker. In Twilight Princess e Skyward Sword esiste una variante del rampino chiamata Artiglio, simile nell'aspetto all'Arpione ma che consente a Link anche di agganciare i nemici rendendoli così vulnerabili.

Una noce Deku

- Noce Deku: sono semi Deku che al contatto, esplodono stordendo l'avversario; in Majora's Mask possono essere lanciate da Link Deku mentre è in volo. Non sono troppo rare e si trovano uccidendo nemici, tagliando arbusti o comprandole.
- Ramo Deku: un comunissimo bastone che il Deku Baba lascia quando viene ucciso. Serve primariamente come torcia di fortuna ma può anche essere usato per colpire, rompendosi sul colpo. Se una farfalla si posa su uno di questi rami, si trasforma in una fatina.
- Fagioli magici: comuni ma particolari semi che, una volta piantati, crescono permettendo a Link di raggiungere nuove aree altrimenti irraggiungibili.
- Fionda: un'arma che Link può usare per colpire nemici come alternativa all'arco ed attivare pulsanti distanti. In Ocarina of Time è chiamata Fionda fatata, e Link può usare questo strumento solo quando è bambino lanciando semi Deku come proiettili.
- Stivali di ferro: degli stivali imbottiti di metallo che rallentano Link ma gli permettono di esplorare i fondali di aree allagate. In Twilight Princess vengono chiamati Calzari di piombo.
- Calzari di Pegaso: degli stivali di pelle magici decorati con due ali che, quando indossati, permettono a Link di correre più velocemente, potendo così superare ostacoli e caricare contro elementi ambientali quali alberi per ottenere strumenti.
- Lanterna: una lampada che aiuta Link nell'esplorazione di aree buie e nella risoluzione di rompicapi dedicati. Può anche essere usata per accendere torce, sciogliere ostacoli di ghiaccio e tenere lontane alcune creature che altrimenti ostacolerebbero Link. In Twilight Princess, la lanterna può essere agganciata alla cintura di Link mentre è accesa, permettendogli così di avere le mani libere ed avere la strada illuminata.
- Ampolle: contenitori di vetro che permettono a Link di trasportare con sé oggetti curativi.
  - Pozioni: bevande magiche curative che Link può usare per ripristinare la propria vita o la magia. Le pozioni più importanti sono quella rossa (che ripristina cuori), quella verde (che ripristina la magia) e quella blu (che ripristina entrambi).
  - Latte: bevanda nutriente ottenuta dalle mucche che ripristina cinque cuori.
  - Fatina: le fatine (chiamate anche fate) possono essere catturate in un'ampolla e, qualora Link perda tutta la sua salute, questa scapperà dall'ampolla curando però Link di una modesta quantità di cuori.
- Lente della verità: una speciale lente creata dagli Sheikah che permette a Link di vedere cose invisibili ad occhio nudo e di trovare la risposta ad alcuni enigmi.

## Reliquie

### Triforza

La Leggendaria Triforza nel Sacred Realm

Nel mondo fantastico della serie di videogiochi Legend of Zelda, la Triforza (a volte chiamata "Potere Dorato" o "Triforza d'Oro") è una sacra reliquia creata da tre dee dorate. La Triforza è composta da tre differenti parti, ognuna chiamata a sua volta Triforza: la Triforza del Potere, associata al colore rosso ed alla dea Din; la Triforza della Saggezza, associata al colore blu ed alla dea Nayru; la Triforza del Coraggio, associata al colore verde ed alla dea Farore.
La forma della Triforza è basata sui mon del Clan Hōjō in Giappone, secondo cui i tre triangoli rappresentano le tre squame di un drago Shinto. La sua rappresentazione è quella di un triangolo di Sierpiński di livello 1.
Secondo Ocarina of Time, il mito Hylia narra che la Triforza fu donata al mondo dalle tre dee sopracitate. Fu creata quando le dee lasciarono il regno di Hyrule, nel punto esatto da cui esse se ne andarono; racchiude l'essenza delle tre dee ed è la massima rappresentazione di tutto il potere, la saggezza, il coraggio e la magia di Hyrule. Era custodita nel Tempio della Luce in una terra parallela che rifletteva la "normale" Hyrule, conosciuta come la Terra d'Oro o Sacro Reame. È stato oggetto di discussione il fatto che la Triforza sia un oggetto inanimato, incapace di distinguere fra il bene ed il male, o se piuttosto essa sia un'entità vivente, come è rappresentata nel finale del gioco A Link to the Past.
Ganondorf, un ladro Gerudo ed unico maschio della tribù a quel tempo, venne a conoscenza della leggenda della Triforza e cominciò ad inseguire la conquista del suo potere, principalmente come strumento da usare al fine di soggiogare il regno di Hyrule ed espandere il proprio dominio. Inavvertitamente aiutato da un giovane eroe di nome Link e dalla principessa Hylia Zelda, Ganondorf riuscì a giungere nel Sacro Reame. Ganondorf non sapeva che per rivendicare la Triforza è necessario possedere le sue tre caratteristiche - potere, saggezza, coraggio - in perfetto equilibrio. Ganondorf considerava il potere molto più importante della saggezza e del coraggio, perciò poté rivendicare solo la Triforza del Potere; le altre due parti si divisero:la Triforza del Coraggio si unì con Link e la Triforza della Saggezza si unì con Zelda poiché rappresentavano il coraggio e la saggezza più di chiunque altro. Tutti e tre mostrano il simbolo della Triforza sul dorso della mano, evidenziando quale delle tre Triforze incarnino.
Ganondorf, dopo essere diventato Ganon, fu sconfitto ed il potere dei Sette Saggi di Hyrule (tra cui Zelda) fu usato per rinchiuderlo nel Regno Dorato insieme alla Triforza del Potere, con Link e Zelda che conservarono le proprie parti di Triforza.
In The Wind Waker, si narra che quando l'Eroe del Tempo lasciò Hyrule, la Triforza del Coraggio fu divisa in otto parti e dispersa, perché fosse ritrovata un giorno da un altro Eroe degno del suo potere (in questo caso, il Link di The Wind Waker).
Sia in A Link to the Past che in The Wind Waker è stato rivelato che colui il quale tocca la Triforza potrà far avverare tutti i propri desideri, sia esso buono o malvagio. In A Link to the Past, Ganon infatti sfruttò tale potere per stravolgere la Terra Dorata trasformandola nel Mondo Oscuro, un regno dal cielo tenebroso popolato da creature maligne; in The Wind Waker invece il Re di Hyrule, Daphnes Nohansen Hyrule, tocca la Triforza e desidera che Link e Zelda abbiano una speranza di sconfiggere Ganondorf. Un altro esempio si trova in Skyward Sword, dove Link, ritrovati i tre frammenti di Triforza, li utilizza per desiderare la distruzione del Re Demone.

### Ocarina del Tempo
L'Ocarina del Tempo è un'ocarina che compare per la prima volta in Ocarina of Time. Link la usa per suonare speciali melodie dal potere magico. Essa è un cimelio della famiglia reale di Hyrule, tramandato di generazione in generazione ed ha il potere, suonata una volta ottenute le tre pietre spirituali, di aprire la Porta del Tempo. Link la ottiene durante la sua infanzia dalla principessa Zelda, usandone poi i poteri magici nella sua avventura per sconfiggere Ganondorf.

### Maschere per trasformazioni
All'inizio di Majora's Mask, Link viene maledetto trasformandosi in un cespuglio Deku; grazie a Felice, il mercante di maschere, Link torna normale e impara a incanalare la maledizione in delle speciali maschere che gli permettono di cambiare aspetto ed ottenere abilità uniche. Le più importanti sono:
- la Maschera Deku: la prima maschera che Link ottiene, contenente lo spirito del defunto figlio del Maggiordomo Deku. Trasforma Link in un cespuglio Deku e l'Ocarina in un flauto di pan.
- la Maschera Goron: maschera che contiene lo spirito del guerriero Goron Darmani, che trasforma Link in Darmani stesso e l'Ocarina in dei tamburi.
- la Maschera Zora: maschera che contiene al suo interno lo spirito di Mikau, un eroe Zora in fin di vita ritrovato da Link. La maschera trasforma Link in Mikau stesso e l'Ocarina diventa una chitarra fatta con una lisca di pesce.
- la Maschera del gigante: ottenuta da Link nella Torre di pietra; questa maschera ingigantisce Link permettendogli di affrontare Twinmold, il boss del tempio. Funziona solo in questa circostanza.
- la Maschera della Furia Divina: si ottiene dando tutte le maschere tranne quella Deku, quella Goron e quella Zora ai quattro bambini sulla Luna. Trasforma Link in un guerriero adulto e spietato, chiamato Link Furia Divina od Oni-Link. Questa maschera può essere usata solo contro i boss, anche se esiste un glitch che permette di usarla altrove.

### Bacchetta del Vento
La Bacchetta del Vento è un artefatto mistico che Link rinviene in The Wind Waker: è una bacchetta da direttore d'orchestra magica, con la quale Link dà il tempo al vento per attivare il potere degli dèi, riuscendo così ad esempio decidere la direzione del vento, alternare dì e notte o spostarsi velocemente evocando dei cicloni. Viene data a Link da Re Drakar quando raggiungono per la prima volta l'Isola del Drago. Un tempo era brandita dal re di Hyrule per dirigere i sei Saggi e richiamare il potere delle divinità.

### Clessidra illusione
Una clessidra magica apparsa in Phantom Hourglass contenente la Sabbia della vita, che ne è la fonte del potere; venne creata da Re Mar, noto in seguito come Oshus, per accedere al Santuario che porta il suo nome. Ha il potere di fermare il tempo e protegge il suo padrone dalle maledizioni dei Santuari fintanto c'è sabbia nella parte alta. Link la ottiene la seconda volta che esplora il Santuario del re Mar, viaggiando poi per ritrovare la Sabbia della vita della Clessidra così che possa avere una chance di fermare Bellum; in seguito, forgiata la Spada illusione, Oshus fonde la Clessidra con la lama dell'arma grazie alla Sabbia della vita.

### Flauto delle terre
Il Flauto delle terre è uno strumento magico apparso in Spirit Tracks. È un flauto di pan consacrato, artefatto della Locomotribù donato da Doruotea a Dazel, che promise di proteggere tutto il regno tramandando questo compito nelle generazioni a venire, arrivando eventualmente a Zelda. Il Flauto serve a comandare, mediante la musica, le Vie spirituali: antichi binari che si espandono per tutta Hyrule i quali, oltre a fungere da vie di comunicazione, hanno il ruolo di contenere il malvagio re demone Mallard come fossero catene, tenendolo rinchiuso nella Torre degli Dèi.